# Medenična vnetna bolezen
Medenična vnetna bolezen (angleško pelvic inflammatory disease, PID) pomeni vnetje maternice, jajcevodov in jajčnikov, ki napreduje do nastanka brazgotin s prirastlinami na bližnja tkiva in organe. To lahko vodi v neplodnost. PID je ohlapen izraz, ki se lahko nanaša na virusne, glivične, parazitne ali (najpogosteje) bakterijske okužbe. Opredelimo jo po prizadetem organu, stopnji okužbe in povzročiteljih. Čeprav je pogost vzrok spolno prenosljiva okužba, so možni tudi drugi načini prenosa, vključno s postabortivnim (spontani ali umetno izzvani splav), intrauterinim sistemom ter hematogeno širjenje.

## Diagnoza
Dve tretjini bolnic z laparoskopskimi znaki PID za bolezen ni vedelo, vendar ima celo asimptomatska PID lahko hude posledice. Med simptome PID spadajo povišana telesna temperatura, boleče cervikalno premikanje, bolečina v spodnjem delu trebuha, nov ali drugačen izcedek, boleči spolni odnosi ali neredne menstruacijske krvavitve.  Pri bolezni jajcevodov je diagnostično pomembna laparoskopska prepoznava, ki ima v primeru suma 65- do 90-odstotno pozitivno napovedno vrednost. Dokončna diagnoza temelji na histopatološkem dokazu endometritisa, zadebeljenih s tekočino napolnjenih jajcevodih ali laparoskopskem pregledu.

## Preprečevanje in zdravljenje
Za preprečevanje je pomembno redno testiranje na spolno prenosljive bolezni. Zdravljenje je navadno najprej empirično, saj so lahko posledice prepozno začetega zdravljenja hude. Odvisno je od vzroka in v splošnem vključuje antibiotike. Če se v dveh do treh dneh po začetku zdravljenja z antibiotiki bolničino stanje ne popravi, je potrebno bolnišnično zdravljenje. To obsega peroralno ali ntravenozno aplikacijo zdravil. Hospitalizacija je potrebna tudi v primeru tuboovarijskih abscesov, hude bolezni, nosečnosti, imunske pomanjkljivosti in kadar ni mogoče izključiti življenje ogrožajočega stanja. Zelo pomemben del zdravljenja in preprečevanja je zdravljenje spolnih partnerjev.